# スマイルナビゲーション
スマイルナビゲーションはNST新潟総合テレビで放送されているミニ番組である。

## 概要
新潟県内の暮らしに役に立つ情報を伝える番組。